# 1128 Astrid
1128 Astrid là một tiểu hành tinh vành đai chính bay quanh Mặt Trời.Với xấp xỉ 35 kilometer đường kính, nó hoàn thành một chu kỳ quay quanh Mặt Trời là 5 năm. Nó được phát hiện bởi Eugène Joseph Delporte ở Uccle, Bỉ ngày 10 tháng 3 năm 1929. Nó được đặt tên cho H.M., Nữ hoàng Bỉ. Tên ban đầu của nó là 1929 EB.